# Liste des chapelles du Gard
La liste des chapelles du Gard présente les chapelles situées sur le territoire des communes du département français du Gard. Il est fait état des diverses protections dont elles peuvent bénéficier, et notamment les inscriptions et classements au titre des monuments historiques.
Toutes sont situées dans le diocèse de Nîmes.

## Liste
| Chapelle                                                                 | Commune                        | Adresse                                 | Coordonnées                      | Notice         | Protection                              | Date | Illustration                                                        |
| ------------------------------------------------------------------------ | ------------------------------ | --------------------------------------- | -------------------------------- | -------------- | --------------------------------------- | ---- | ------------------------------------------------------------------- |
| Chapelle de la confrérie des Pénitents-Gris                              | Aigues-Mortes                  |                                         | 43° 33′ 57″ nord, 4° 11′ 36″ est | « PA00102939 » | Classé MH                               | 1994 | Chapelle de la confrérie des Pénitents-Gris                         |
| Chapelle des Pénitents blancs d'Aigues-Mortes                            | Aigues-Mortes                  |                                         | 43° 34′ 00″ nord, 4° 11′ 31″ est | « PA00102938 » | Classé MH                               | 2007 | Chapelle des Pénitents blancs d'Aigues-Mortes                       |
| Ancienne chapelle des Capucins d'Aigues-Mortes                           | Aigues-Mortes                  |                                         | 43° 34′ 00″ nord, 4° 11′ 24″ est |                |                                         |      | Ancienne chapelle des Capucins d'Aigues-Mortes                      |
| Chapelle de l'ancien hôpital fortifié d'Aiguèze                          | Aiguèze                        |                                         | 44° 18′ 10″ nord, 4° 33′ 23″ est |                |                                         |      | Chapelle de l'ancien hôpital fortifié d'Aiguèze                     |
| Chapelle de l'Ermitage de Notre-Dame-des-Mines                           | Alès                           |                                         | 44° 07′ 25″ nord, 4° 03′ 49″ est |                |                                         |      | Chapelle de l'Ermitage de Notre-Dame-des-Mines                      |
| Chapelle Saint-Jean-Baptiste de La Salle d'Alès                          | Alès                           |                                         | 44° 07′ 23″ nord, 4° 04′ 54″ est |                |                                         |      | Image manquante Téléverser                                          |
| Chapelle Notre-Dame d'Allègre-les-Fumades                                | Allègre-les-Fumades            |                                         | 44° 11′ 38″ nord, 4° 14′ 40″ est |                |                                         |      | Image manquante Téléverser                                          |
| Chapelle des Pénitents d'Alzon                                           | Alzon                          |                                         | 43° 58′ 08″ nord, 3° 25′ 57″ est |                |                                         |      | Image manquante Téléverser                                          |
| Chapelle du monastère de la Paix-Dieu de Cabanoule                       | Anduze                         |                                         | 44° 03′ 11″ nord, 3° 58′ 04″ est |                |                                         |      | Image manquante Téléverser                                          |
| Chapelle funéraire d'Aramon                                              | Aramon                         |                                         | 43° 53′ 46″ nord, 4° 40′ 55″ est |                |                                         |      | Image manquante Téléverser                                          |
| Chapelle Saint-Martin d'Aramon                                           | Aramon                         |                                         | 43° 53′ 46″ nord, 4° 40′ 55″ est |                |                                         |      | Image manquante Téléverser                                          |
| Chapelle du calvaire d'Aramon                                            | Aramon                         |                                         | 43° 53′ 45″ nord, 4° 41′ 00″ est |                |                                         |      | Chapelle du calvaire d'Aramon                                       |
| Chapelle Saint-Louis-Roi-de-France d'Argilliers                          | Argilliers                     |                                         | 43° 58′ 21″ nord, 4° 29′ 51″ est |                |                                         |      | Chapelle Saint-Louis-Roi-de-France d'Argilliers                     |
| Chapelle Saint-Nazaire d'Aubais                                          | Aubais                         |                                         | 43° 44′ 50″ nord, 4° 09′ 35″ est | « PA30000122 » | Inscrit MH                              | 2016 | Chapelle Saint-Nazaire d'Aubais                                     |
| Chapelle Saint-Martin-de-Saduran                                         | Bagnols-sur-Cèze               |                                         | 44° 10′ 54″ nord, 4° 36′ 27″ est | « PA00102966 » | Inscrit MH                              | 1949 | Chapelle Saint-Martin-de-Saduran                                    |
| Chapelle Saint-Thyrse de Maransan                                        | Bagnols-sur-Cèze               |                                         | 44° 10′ 25″ nord, 4° 38′ 29″ est |                |                                         |      | Chapelle Saint-Thyrse de Maransan                                   |
| Chapelle Saint-Julien de Bagnols-sur-Cèze                                | Bagnols-sur-Cèze               |                                         | 44° 10′ 02″ nord, 4° 34′ 54″ est |                |                                         |      | Image manquante Téléverser                                          |
| Chapelle du couvent des Capucins de Barjac                               | Barjac                         |                                         | 44° 18′ 25″ nord, 4° 20′ 46″ est |                |                                         |      | Chapelle du couvent des Capucins de Barjac                          |
| Chapelle de la Plaine de Barjac                                          | Barjac                         |                                         | à géolocaliser                   |                |                                         |      | Image manquante Téléverser                                          |
| Chapelle Notre-Dame de Barjac                                            | Barjac                         |                                         | à géolocaliser                   |                |                                         |      | Image manquante Téléverser                                          |
| Chapelle Saint-Joseph du Mas-Saint-Joseph                                | Beaucaire                      |                                         | 43° 45′ 18″ nord, 4° 33′ 57″ est | « PA00102976 » | Inscrit MH Façade Nord                  | 1946 | Image manquante Téléverser                                          |
| Chapelle Saint-Louis de Beaucaire                                        | Beaucaire                      |                                         | 43° 48′ 35″ nord, 4° 38′ 43″ est | « PA00102977 » | Classé MH                               | 1846 | Chapelle Saint-Louis de Beaucaire                                   |
| Chapelle Saint-Pierre de Beaucaire                                       | Beaucaire                      |                                         | 43° 48′ 28″ nord, 4° 38′ 38″ est | « PA00102978 » | Classé MH                               | 1973 | Image manquante Téléverser                                          |
| Chapelle Saint-Pierre-des-Rives de Beaucaire                             | Beaucaire                      |                                         | 43° 48′ 27″ nord, 4° 38′ 50″ est | « PA00102979 » | Inscrit MH Porte, y compris les vantaux | 1946 | Chapelle Saint-Pierre-des-Rives de Beaucaire                        |
| Chapelle Notre-Dame-de-Vie de Beaucaire                                  | Beaucaire                      |                                         | 43° 48′ 26″ nord, 4° 38′ 20″ est |                |                                         |      | Image manquante Téléverser                                          |
| Chapelle Saint-Jacques de Saujean                                        | Beaucaire                      |                                         | 43° 44′ 19″ nord, 4° 36′ 43″ est |                |                                         |      | Image manquante Téléverser                                          |
| Chapelle du cimetière de Beauvoisin                                      | Beauvoisin                     |                                         | 43° 43′ 24″ nord, 4° 19′ 37″ est |                |                                         |      | Image manquante Téléverser                                          |
| Chapelle de l’abbaye de Franquevaux                                      | Beauvoisin                     |                                         | 43° 38′ 57″ nord, 4° 20′ 48″ est |                |                                         |      | Chapelle de l’abbaye de Franquevaux                                 |
| Chapelle Sainte-Philomène d'Esparon                                      | Bez-et-Esparon                 |                                         | 43° 58′ 32″ nord, 3° 32′ 47″ est |                |                                         |      | Image manquante Téléverser                                          |
| Chapelle de la Côte de Long                                              | Bordezac                       |                                         | 44° 18′ 14″ nord, 4° 05′ 37″ est |                |                                         |      | Image manquante Téléverser                                          |
| Chapelle Notre-Dame du Mont Bouquet de Brouzet-lès-Alès                  | Brouzet-lès-Alès               |                                         | 44° 07′ 58″ nord, 4° 17′ 08″ est |                |                                         |      | Image manquante Téléverser                                          |
| Chapelle de la colonie pénitentiaire du Luc                              | Campestre-et-Luc               |                                         | 43° 55′ 15″ nord, 3° 22′ 44″ est |                |                                         |      | Image manquante Téléverser                                          |
| Chapelle Notre-Dame-du-Luc                                               | Campestre-et-Luc               |                                         | à géolocaliser                   |                |                                         |      | Image manquante Téléverser                                          |
| Chapelle Saint-Caprais de Castillon-du-Gard                              | Castillon-du-Gard              |                                         | 43° 58′ 30″ nord, 4° 32′ 51″ est | « PA00103034 » | Inscrit MH                              | 1945 | Chapelle Saint-Caprais de Castillon-du-Gard                         |
| Chapelle dite chapelle romane de Castillon-du-Gard                       | Castillon-du-Gard              |                                         | 43° 58′ 18″ nord, 4° 33′ 13″ est |                |                                         |      | Chapelle dite chapelle romane de Castillon-du-Gard                  |
| Chapelle Saint-Christophe de Castillon-du-Gard                           | Castillon-du-Gard              |                                         | 43° 58′ 02″ nord, 4° 33′ 48″ est |                |                                         |      | Chapelle Saint-Christophe de Castillon-du-Gard                      |
| Chapelle Saint-André de Malataverne                                      | Cendras                        |                                         | 44° 09′ 34″ nord, 4° 01′ 56″ est |                |                                         |      | Image manquante Téléverser                                          |
| Chapelle Sainte-Madeleine de Gicon                                       | Chusclan                       |                                         | 44° 10′ 19″ nord, 4° 40′ 16″ est |                |                                         |      | Image manquante Téléverser                                          |
| Chapelle Saint-Gilles de Ceyrac                                          | Conqueyrac                     |                                         | 43° 55′ 25″ nord, 3° 53′ 58″ est |                |                                         |      | Chapelle Saint-Gilles de Ceyrac                                     |
| Chapelle Notre-Dame du Château                                           | Corconne                       |                                         | 43° 52′ 30″ nord, 3° 56′ 11″ est |                |                                         |      | Image manquante Téléverser                                          |
| Chapelle Saint-Sauveur de Saint-Gély                                     | Cornillon                      |                                         | 44° 12′ 20″ nord, 4° 29′ 36″ est |                |                                         |      | Image manquante Téléverser                                          |
| Chapelle Saint-Sébastien de Courry                                       | Courry                         |                                         | à géolocaliser                   |                |                                         |      | Image manquante Téléverser                                          |
| Chapelle de Cruviers-Lascours                                            | Cruviers-Lascours              |                                         | 44° 00′ 15″ nord, 4° 12′ 20″ est |                |                                         |      | Image manquante Téléverser                                          |
| Chapelle Saint-Pierre de Fournès                                         | Fournès                        |                                         | 43° 55′ 26″ nord, 4° 35′ 26″ est |                |                                         |      | Image manquante Téléverser                                          |
| Chapelle Sainte-Eulalie de Sainte-Eulalie (Gard)                         | Garrigues-Sainte-Eulalie       |                                         | 43° 59′ 16″ nord, 4° 17′ 56″ est |                |                                         |      | Image manquante Téléverser                                          |
| Chapelle Saint-Saturnin de Gaujac                                        | Gaujac                         |                                         | 44° 04′ 40″ nord, 4° 33′ 59″ est |                |                                         |      | Chapelle Saint-Saturnin de Gaujac                                   |
| Chapelle Saint-Jean de Gaujac                                            | Gaujac                         |                                         | 44° 04′ 18″ nord, 4° 35′ 22″ est |                |                                         |      | Image manquante Téléverser                                          |
| Chapelle Saint-Laurent de Jonquières-Saint-Vincent                       | Jonquières-Saint-Vincent       |                                         | 43° 49′ 54″ nord, 4° 34′ 35″ est | « PA00103063 » | Classé MH                               | 1926 | Chapelle Saint-Laurent de Jonquières-Saint-Vincent                  |
| Chapelle Saint-Jean d'Orgerolles                                         | La Bastide-d'Engras            |                                         | 44° 05′ 48″ nord, 4° 29′ 16″ est |                |                                         |      | Image manquante Téléverser                                          |
| Chapelle Saint-Jean de La Bastide-d'Engras                               | La Bastide-d'Engras            |                                         | 44° 05′ 48″ nord, 4° 29′ 16″ est |                |                                         |      | Image manquante Téléverser                                          |
| Chapelle de la Tour de Masmolène                                         | La Capelle-et-Masmolène        |                                         | 44° 03′ 17″ nord, 4° 31′ 36″ est |                |                                         |      | Image manquante Téléverser                                          |
| Chapelle Saint-Pierre-ès-Liens de La Roque-sur-Cèze                      | La Roque-sur-Cèze              |                                         | 44° 11′ 41″ nord, 4° 31′ 06″ est |                |                                         |      | Chapelle Saint-Pierre-ès-Liens de La Roque-sur-Cèze                 |
| Chapelle Saint-Géniès de Laudun-l'Ardoise                                | Laudun-l'Ardoise               |                                         | 44° 06′ 00″ nord, 4° 39′ 24″ est |                |                                         |      | Chapelle Saint-Géniès de Laudun-l'Ardoise                           |
| Chapelle des religieuses de Saint-Charles de Laudun-l'Ardoise            | Laudun-l'Ardoise               |                                         | 44° 06′ 16″ nord, 4° 39′ 35″ est |                |                                         |      | Image manquante Téléverser                                          |
| Chapelle Sainte-Foy de Laudun-l'Ardoise                                  | Laudun-l'Ardoise               |                                         | 44° 06′ 22″ nord, 4° 39′ 28″ est |                |                                         |      | Chapelle Sainte-Foy de Laudun-l'Ardoise                             |
| Chapelle ruinée de Saint-Jean de Rouzigue                                | Laudun-l'Ardoise               |                                         | 44° 07′ 25″ nord, 4° 39′ 19″ est |                |                                         |      | Chapelle ruinée de Saint-Jean de Rouzigue                           |
| Chapelle Sainte-Thérèse du Grau-du-Roi                                   | Le Grau-du-Roi                 |                                         | 43° 31′ 52″ nord, 4° 08′ 29″ est |                |                                         |      | Image manquante Téléverser                                          |
| Chapelle des Capucins du Vigan                                           | Le Vigan                       |                                         | à géolocaliser                   |                |                                         |      | Image manquante Téléverser                                          |
| Chapelle Saint-Alexis du Vigan                                           | Le Vigan                       |                                         | à géolocaliser                   |                |                                         |      | Image manquante Téléverser                                          |
| Chapelle Sainte-Anne des Angles                                          | Les Angles                     |                                         | 43° 57′ 24″ nord, 4° 46′ 34″ est |                |                                         |      | Image manquante Téléverser                                          |
| Chapelle Saint-Estève des Angles                                         | Les Angles                     |                                         | à géolocaliser                   |                |                                         |      | Image manquante Téléverser                                          |
| Chapelle Sainte-Louise-de-Mauriac de l'Habitarelle                       | Les Salles-du-Gardon           |                                         | 44° 11′ 52″ nord, 4° 02′ 46″ est |                |                                         |      | Image manquante Téléverser                                          |
| Chapelle Saint-Blaise de Liouc                                           | Liouc                          |                                         | 43° 53′ 39″ nord, 3° 59′ 57″ est |                |                                         |      | Chapelle Saint-Blaise de Liouc                                      |
| Chapelle de Saint-Médiers                                                | Montaren-et-Saint-Médiers      |                                         | 44° 03′ 03″ nord, 4° 22′ 18″ est |                |                                         |      | Chapelle de Saint-Médiers                                           |
| Chapelle Saint-Guilhem de Montdardier                                    | Montdardier                    |                                         | à géolocaliser                   |                |                                         |      | Image manquante Téléverser                                          |
| Chapelle Saint-Maur et Saint-Martin de Montfaucon                        | Montfaucon                     |                                         | 44° 04′ 43″ nord, 4° 45′ 16″ est |                |                                         |      | Chapelle Saint-Maur et Saint-Martin de Montfaucon                   |
| Chapelle Saint-Martin du Jonquier                                        | Montfaucon                     |                                         | 44° 04′ 50″ nord, 4° 44′ 15″ est |                |                                         |      | Image manquante Téléverser                                          |
| Chapelle des Pénitents noirs de Montfrin                                 | Montfrin                       |                                         | 43° 52′ 35″ nord, 4° 35′ 30″ est |                |                                         |      | Image manquante Téléverser                                          |
| Chapelle Sainte-Thérèse-de-l'Enfant-Jésus de Ners                        | Ners                           |                                         | 44° 01′ 41″ nord, 4° 09′ 30″ est |                |                                         |      | Chapelle Sainte-Thérèse-de-l'Enfant-Jésus de Ners                   |
| Chapelle Sainte-Eugénie de Nîmes                                         | Nîmes                          | rue Sainte-Eugénie                      | 43° 50′ 16″ nord, 4° 21′ 33″ est | « PA30000077 » | Inscrit MH                              | 2009 | Chapelle Sainte-Eugénie de Nîmes                                    |
| Chapelle de Ma Maison, des Petites Sœurs des Pauvres de Nîmes            | Nîmes                          | rue des Bouillargues (EPHPAD ma Maison) | 43° 50′ 04″ nord, 4° 22′ 12″ est |                |                                         |      | Image manquante Téléverser                                          |
| Chapelle dite du prieuré de l'institut Emmanuel d'Alzon de Nîmes         | Nîmes                          | rue Séguier                             | 43° 50′ 07″ nord, 4° 22′ 13″ est |                |                                         |      | Image manquante Téléverser                                          |
| Chapelle du collège des Jésuites de Nîmes                                | Nîmes                          | Grand-Rue                               | 43° 50′ 16″ nord, 4° 21′ 43″ est |                |                                         |      | Image manquante Téléverser                                          |
| Chapelle du grand séminaire de Nîmes                                     | Nîmes                          |                                         | 43° 50′ 07″ nord, 4° 22′ 32″ est |                |                                         |      | Image manquante Téléverser                                          |
| Chapelle Sainte-Thérèse de Nîmes                                         | Nîmes                          | chemin de la Planette                   | 43° 51′ 14″ nord, 4° 20′ 54″ est |                |                                         |      | Image manquante Téléverser                                          |
| Chapelle Saint-Joseph de l'Hôtel-Dieu de Nîmes                           | Nîmes                          | rue Jean Reboul                         | 43° 50′ 01″ nord, 4° 21′ 28″ est |                |                                         |      | Image manquante Téléverser                                          |
| Chapelle Saint-Louis de Nîmes                                            | Nîmes                          | rue de la Faïence                       | 43° 50′ 38″ nord, 4° 21′ 37″ est |                |                                         |      | Image manquante Téléverser                                          |
| Chapelle Sainte-Madeleine-et-Sainte-Rita de l'Eau Bouillie               | Nîmes                          | route d'Alès de l'Eau Bouillie          | 43° 51′ 11″ nord, 4° 20′ 32″ est |                |                                         |      | Image manquante Téléverser                                          |
| Chapelle Saint-Jean-Baptiste de la Salle de l'ensemble scolaire de Nîmes | Nîmes                          | rue Salomon Reinach                     | à géolocaliser                   |                |                                         |      | Image manquante Téléverser                                          |
| Chapelle du lycée Emmanuel d'Alzon de Nîmes                              | Nîmes                          | rue des Bouillargues                    | à géolocaliser                   |                |                                         |      | Image manquante Téléverser                                          |
| Chapelle de l'hôpital des Franciscains de Nîmes                          | Nîmes                          | rue jean Bouin                          | à géolocaliser                   |                |                                         |      | Image manquante Téléverser                                          |
| Chapelle du monastère Sainte-Claire de Nîmes                             | Nîmes                          | rue de Brunswick                        | à géolocaliser                   |                |                                         |      | Image manquante Téléverser                                          |
| Chapelle du sanctuaire Notre-Dame-de-Santa-Cruz                          | Nîmes                          | avenue du Sanctuaire de Santa Cruz      | 43° 51′ 35″ nord, 4° 23′ 48″ est |                |                                         |      | Image manquante Téléverser                                          |
| Chapelle de Nîmes                                                        | Nîmes                          | avenue Clément Ader                     | à géolocaliser                   |                |                                         |      | Image manquante Téléverser                                          |
| Chapelle des Minimes de Pont-Saint-Esprit                                | Pont-Saint-Esprit              |                                         | 44° 15′ 25″ nord, 4° 38′ 56″ est | « PA00103158 » | Inscrit MH                              | 1950 | Chapelle des Minimes de Pont-Saint-Esprit                           |
| Chapelle des Pénitents de Pont-Saint-Esprit                              | Pont-Saint-Esprit              |                                         | 44° 15′ 25″ nord, 4° 39′ 02″ est | « PA00103159 » | Inscrit MH                              | 2005 | Chapelle des Pénitents de Pont-Saint-Esprit                         |
| Chapelle de l'hôpital de Place du Port                                   | Pont-Saint-Esprit              |                                         | 44° 15′ 13″ nord, 4° 39′ 01″ est |                |                                         |      | Image manquante Téléverser                                          |
| Chapelle du sanctuaire Notre-Dame-de-la-Blache de Pont-Saint-Esprit      | Pont-Saint-Esprit              |                                         | 44° 14′ 53″ nord, 4° 36′ 45″ est |                |                                         |      | Chapelle du sanctuaire Notre-Dame-de-la-Blache de Pont-Saint-Esprit |
| Chapelle Saint-Privat de Pouzilhac                                       | Pont-Saint-Esprit              |                                         | 44° 02′ 44″ nord, 4° 34′ 31″ est |                |                                         |      | Chapelle Saint-Privat de Pouzilhac                                  |
| Ancienne Chapelle Saint-André-de-Puechflavard de Puechredon              | Puechredon                     | (vestiges, privée, ne se visite pas)    | à géolocaliser                   |                |                                         |      | Image manquante Téléverser                                          |
| Chapelle du mas de Puechredon                                            | Puechredon                     | (privée, ne se visite pas)              | à géolocaliser                   |                |                                         |      | Image manquante Téléverser                                          |
| Chapelle Saint Vérédème de Pujaut                                        | Pujaut                         |                                         | à géolocaliser                   |                |                                         |      | Image manquante Téléverser                                          |
| Chapelle Saint-Martin de Remoulins                                       | Remoulins                      |                                         | 43° 56′ 20″ nord, 4° 34′ 22″ est |                |                                         |      | Chapelle Saint-Martin de Remoulins                                  |
| Chapelle de l'ermitage Saint-Pierre de Revens                            | Revens                         |                                         | 44° 05′ 26″ nord, 3° 16′ 00″ est |                |                                         |      | Image manquante Téléverser                                          |
| Chapelle de la marquise de Budos                                         | Rivières                       |                                         | à géolocaliser                   |                |                                         |      | Image manquante Téléverser                                          |
| Chapelle Saint-Laurent de Rochessadoule                                  | Robiac-Rochessadoule           |                                         | 44° 17′ 06″ nord, 4° 05′ 13″ est |                |                                         |      | Chapelle Saint-Laurent de Rochessadoule                             |
| Chapelle Saint-Joseph de Rochefort-du-Gard                               | Rochefort-du-Gard              | ancienne mairie de 1825 à 2012          | 43° 58′ 27″ nord, 4° 41′ 19″ est |                |                                         |      | Chapelle Saint-Joseph de Rochefort-du-Gard                          |
| Chapelle Saint-Agricol de Clary                                          | Roquemaure                     |                                         | 44° 01′ 15″ nord, 4° 44′ 14″ est |                |                                         |      | Chapelle Saint-Agricol de Clary                                     |
| Chapelle Saint-Joseph de Roquemaure                                      | Roquemaure                     |                                         | 44° 02′ 32″ nord, 4° 46′ 16″ est |                |                                         |      | Chapelle Saint-Joseph de Roquemaure                                 |
| Chapelle de Truel 12e de Roquemaure                                      | Roquemaure                     |                                         | à géolocaliser                   |                |                                         |      | Image manquante Téléverser                                          |
| Chapelle de Traslepuy                                                    | Roquemaure                     |                                         | à géolocaliser                   |                |                                         |      | Image manquante Téléverser                                          |
| Chapelle de Manissy                                                      | Roquemaure                     |                                         | à géolocaliser                   |                |                                         |      | Image manquante Téléverser                                          |
| Chapelle Saint-Symphorien de Boussargues                                 | Sabran                         |                                         | 44° 08′ 22″ nord, 4° 35′ 05″ est | « PA00103190 » | Classé MH                               | 1984 | Chapelle Saint-Symphorien de Boussargues                            |
| Chapelle Saint-Julien-de-Pistrin                                         | Sabran                         |                                         | 44° 10′ 02″ nord, 4° 34′ 54″ est |                |                                         |      | Chapelle Saint-Julien-de-Pistrin                                    |
| Chapelle Notre-Dame du Dugas                                             | Saint-Ambroix                  |                                         | 44° 15′ 40″ nord, 4° 11′ 47″ est |                |                                         |      | Chapelle Notre-Dame du Dugas                                        |
| Chapelle du Calvaire de Saint-Gervasy                                    | Saint-Gervasy                  | Rue de Péchicard                        | à géolocaliser                   |                |                                         |      | Image manquante Téléverser                                          |
| Chapelle Sainte-Colombe de Saint-Gilles                                  | Saint-Gilles                   |                                         | 43° 41′ 54″ nord, 4° 21′ 03″ est | « PA00103206 » | Inscrit MH                              | 1949 | Image manquante Téléverser                                          |
| Chapelle Saint-Étienne de Saint-Hilaire-d'Ozilhan                        | Saint-Hilaire-d'Ozilhan        |                                         | 43° 57′ 49″ nord, 4° 35′ 39″ est | « PA00132869 » | Inscrit MH                              | 1994 | Chapelle Saint-Étienne de Saint-Hilaire-d'Ozilhan                   |
| Chapelle Saint-Julien du château de Saint-Julien                         | Saint-Julien-de-la-Nef         |                                         | 43° 57′ 15″ nord, 3° 40′ 59″ est |                |                                         |      | Image manquante Téléverser                                          |
| Chapelle de Mandajors                                                    | Saint-Paul-la-Coste            |                                         | 44° 09′ 54″ nord, 3° 56′ 38″ est |                |                                         |      | Chapelle de Mandajors                                               |
| Chapelle Saint-André de Sévanes                                          | Saint-Paul-les-Fonts           |                                         | 44° 05′ 28″ nord, 4° 37′ 43″ est |                |                                         |      | Chapelle Saint-André de Sévanes                                     |
| Chapelle Sainte-Agnès de Saint-Paulet-de-Caisson                         | Saint-Paulet-de-Caisson        |                                         | 44° 16′ 07″ nord, 4° 35′ 22″ est | « PA00103227 » | Inscrit MH                              | 1974 | Chapelle Sainte-Agnès de Saint-Paulet-de-Caisson                    |
| Chapelle Saint-Joseph de Saint-Paulet-de-Caisson                         | Saint-Paulet-de-Caisson        |                                         | à géolocaliser                   |                |                                         |      | Image manquante Téléverser                                          |
| Chapelle Saint-Sébastien de Vivantoni                                    | Saint-Privat-de-Champclos      |                                         | 44° 17′ 07″ nord, 4° 21′ 02″ est |                |                                         |      | Image manquante Téléverser                                          |
| Chapelle de Cabiac                                                       | Saint-Privat-de-Champclos      |                                         | à géolocaliser                   |                |                                         |      | Image manquante Téléverser                                          |
| Chapelle Saint-Alban de Saint-Privat-des-Vieux                           | Saint-Privat-des-Vieux         |                                         | à géolocaliser                   |                |                                         |      | Image manquante Téléverser                                          |
| Chapelle Saint-Grégoire de Driolle                                       | Saint-Roman-de-Codières        | hameau de Driolle                       | à géolocaliser                   |                |                                         |      | Image manquante Téléverser                                          |
| Chapelle de la mine de plomb argentifère Carnoulès                       | Saint-Sébastien-d'Aigrefeuille |                                         | 44° 06′ 16″ nord, 3° 59′ 23″ est |                |                                         |      | Image manquante Téléverser                                          |
| Chapelle Notre-Dame de Mayran                                            | Saint-Victor-la-Coste          |                                         | 44° 04′ 12″ nord, 4° 40′ 17″ est | « PA00103229 » | Classé MH                               | 1980 | Chapelle Notre-Dame de Mayran                                       |
| Chapelle Saint-Martin de Saint-Victor-la-Coste                           | Saint-Victor-la-Coste          |                                         | 44° 04′ 25″ nord, 4° 38′ 15″ est | « PA00103230 » | Classé MH                               | 1980 | Chapelle Saint-Martin de Saint-Victor-la-Coste                      |
| Chapelle de la Haute-Levade                                              | Sainte-Cécile-d'Andorge        |                                         | 44° 13′ 57″ nord, 3° 59′ 41″ est |                |                                         |      | Image manquante Téléverser                                          |
| Chapelle de Sainte-Croix-de-Caderle                                      | Sainte-Croix-de-Caderle        |                                         | 44° 04′ 12″ nord, 3° 51′ 59″ est |                |                                         |      | Chapelle de Sainte-Croix-de-Caderle                                 |
| Chapelle Saint-Julien de Montredon                                       | Salinelles                     |                                         | 43° 48′ 04″ nord, 4° 04′ 11″ est | « PA00103232 » | Classé MH                               | 1973 | Chapelle Saint-Julien de Montredon                                  |
| Chapelle Saint-Vérédème de Sanilhac-Sagriès                              | Sanilhac-Sagriès               |                                         | 43° 56′ 20″ nord, 4° 25′ 56″ est |                |                                         |      | Image manquante Téléverser                                          |
| Chapelle de la route d'Uzès à Sanilhac-Sagriès                           | Sanilhac-Sagriès               |                                         | 43° 57′ 13″ nord, 4° 25′ 33″ est |                |                                         |      | Image manquante Téléverser                                          |
| Chapelle de Sauve                                                        | Sauve                          |                                         | 43° 56′ 32″ nord, 3° 57′ 12″ est |                |                                         |      | Image manquante Téléverser                                          |
| Chapelle Notre-Dame-de-Fours de Sauveterre                               | Sauveterre                     |                                         | à géolocaliser                   |                |                                         |      | Image manquante Téléverser                                          |
| Chapelle du couvent des Ursulines de Sommières                           | Sommières                      |                                         | 43° 46′ 55″ nord, 4° 05′ 18″ est |                |                                         |      | Image manquante Téléverser                                          |
| Chapelle Royale Castrale de Saint Sauveur                                | Sommières                      | dans l'ancien château-fort              | à géolocaliser                   |                |                                         |      | Image manquante Téléverser                                          |
| Chapelle de Sanissac                                                     | Sumène                         |                                         | 44° 00′ 25″ nord, 3° 42′ 44″ est |                |                                         |      | Image manquante Téléverser                                          |
| Chapelle Saint-Cyprien du Pouget                                         | Sumène                         | hameau du Pouget                        | à géolocaliser                   |                |                                         |      | Image manquante Téléverser                                          |
| Chapelle du prieuré Saint-Martin de Cézas                                | Sumène                         |                                         | 43° 58′ 28″ nord, 3° 47′ 10″ est |                |                                         |      | Image manquante Téléverser                                          |
| Chapelle Saint-Féréol de Tavel                                           | Tavel                          |                                         | 44° 00′ 40″ nord, 4° 42′ 13″ est |                |                                         |      | Image manquante Téléverser                                          |
| Chapelle Saint-Amant de Théziers                                         | Théziers                       |                                         | 43° 54′ 11″ nord, 4° 37′ 43″ est | « PA00103242 » | Inscrit MH                              | 1941 | Chapelle Saint-Amant de Théziers                                    |
| Chapelle Saint-Pierre-de-Castres                                         | Tresques                       |                                         | 44° 07′ 21″ nord, 4° 37′ 46″ est | « PA30000137 » | Inscrit MH                              | 2020 | Chapelle Saint-Pierre-de-Castres                                    |
| Chapelle Saint-Geniès d'Uzès                                             | Uzès                           |                                         | 44° 01′ 17″ nord, 4° 24′ 58″ est | « PA00103255 » | Inscrit MH                              | 1949 | Chapelle Saint-Geniès d'Uzès                                        |
| Chapelle des Capucins d'Uzès                                             | Uzès                           |                                         | 44° 00′ 50″ nord, 4° 25′ 10″ est |                |                                         |      | Chapelle des Capucins d'Uzès                                        |
| Chapelle Saint-Pierre de Valliguières                                    | Valliguières                   |                                         | à géolocaliser                   |                |                                         |      | Image manquante Téléverser                                          |
| Chapelle de Montcalm                                                     | Vauvert                        |                                         | 43° 34′ 22″ nord, 4° 19′ 14″ est | « PA30000031 » | Inscrit MH                              | 2000 | Chapelle de Montcalm                                                |
| Chapelle du Sacré-Cœur de Gallician                                      | Vauvert                        |                                         | 43° 38′ 37″ nord, 4° 17′ 55″ est |                |                                         |      | Chapelle du Sacré-Cœur de Gallician                                 |
| Chapelle Saint-Jean-Baptiste de Vénéjan                                  | Vénéjan                        |                                         | 44° 11′ 45″ nord, 4° 39′ 33″ est | « PA00103288 » | Inscrit MH                              | 1986 | Chapelle Saint-Jean-Baptiste de Vénéjan                             |
| Chapelle Saint-Pierre de Vénéjan                                         | Vénéjan                        |                                         | 44° 12′ 30″ nord, 4° 40′ 15″ est | « PA00135385 » | Classé MH                               | 1996 | Chapelle Saint-Pierre de Vénéjan                                    |
| Chapelle Saint-Pierre de Vers-Pont-du-Gard                               | Vers-Pont-du-Gard              |                                         | 43° 57′ 22″ nord, 4° 31′ 12″ est | « PA00103331 » | Classé MH                               | 1992 | Chapelle Saint-Pierre de Vers-Pont-du-Gard                          |
| Chapelle des Pénitents gris de Villeneuve-lès-Avignon                    | Villeneuve-lès-Avignon         |                                         | 43° 57′ 56″ nord, 4° 47′ 44″ est | « PA00103302 » | Classé MH                               | 1934 | Chapelle des Pénitents gris de Villeneuve-lès-Avignon               |
| Chapelle Sainte-Casarie du fort Saint-André                              | Villeneuve-lès-Avignon         |                                         | 43° 57′ 57″ nord, 4° 48′ 01″ est |                |                                         |      | Chapelle Sainte-Casarie du fort Saint-André                         |
| Chapelle de l'Hospice de Villeneuve-lès-Avignon                          | Villeneuve-lès-Avignon         |                                         | 43° 57′ 46″ nord, 4° 47′ 49″ est |                |                                         |      | Chapelle de l'Hospice de Villeneuve-lès-Avignon                     |